# 가상 피아노
가상 피아노는 컴퓨터에서 피아노(혹은 오르간 등 유사한 악기)를 연주하도록 시뮬레이션된 소프트웨어이다. 가상 피아노는 키보드 및 마우스를 사용하여 재생되며 일반적으로 디지털 피아노에서 볼 수 있는 기능이 있다.
가상 자동 피아노 소프트웨어는 MIDI/스코어 음악 파일을 동시에 재생할 수 있으며, 음표에 해당하는 피아노 키를 강조 표시하고 악보에 강조 표시를 할 수 있다.

## 같이 보기
- 신시사이저
- 악보 작성 프로그램